# François Borgia Sedej
François Borgia Sedej, né le 10 octobre 1854 à Cerkno en Slovénie et mort le 28 novembre 1931 à Gorizia en Italie, est un archevêque catholique italien d'origine slovène du XXe siècle. 

## Biographie
François Borgia Sedej est né à Cerkno, une ville montagneuse située près de l'extrémité du comté princier de Gorizia et Gradisca, aujourd'hui en Slovénie, le 10 octobre 1854, le jour de la fête de saint François Borgia, d'où il tire son nom. Prince archevêque de Gorizia du 25 mars 1906 au 23 octobre 1931, date de sa démission, il est, par la suite, nommé archevêque titulaire d'Ægina (de), fonction qu'il assume jusqu'à sa mort le 28 novembre 1931.

### Formation sacerdotale

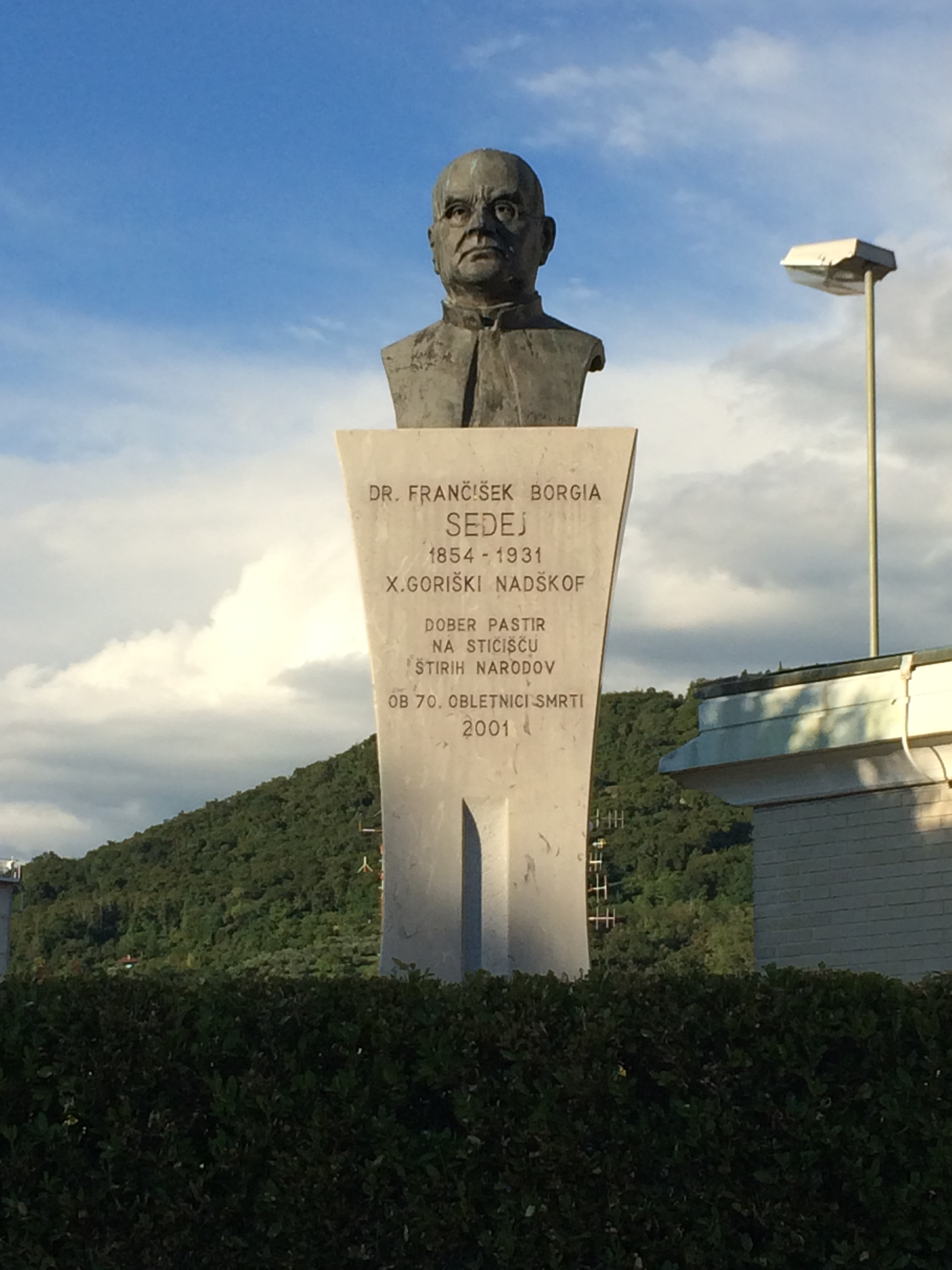
Buste de l'archevêque devant la cathédrale de Nova Gorica.

En 1866 il est admis au petit séminaire, puis en 1873, au grand séminaire. En 1877, il devient prêtre de l'archevêque Andreas Gollmayr ce qui lui donne l'expérience d'aumônier au sein de son pays natal.
Il devient par la suite, premier aumônier de saint Ignace à Slovènes, puis catéchiste des Mères miséricordieuses ursulines et préfet de la Bibliothèque du séminaire. Enfin, il a eu l'occasion de voyager à travers l'Europe et d'étudier les langues orientales.

### Les années à Gorizia
En septembre 1898, l'archevêque Giacomo Missia le rappelle dans le diocèse et lui confie la cathédrale de Gorizia et le titre de théologien du chapitre.
À Gorizia, il continue son travail d'enseignement dans les écoles slovènes et au séminaire. Le 20 janvier 1906, il est choisi par l'empereur comme nouveau prince archevêque de Gorizia, il est confirmé le 21 février dans ses fonctions et consacré le 25 mars suivant. Le 4 décembre, il fonde la société pour la conservation de la basilique d'Aquilée. Le 2 décembre 1911, il bénit solennellement la première pierre de la nouvelle église dédiée au Sacré-Cœur de Gorizia. Le 6 octobre 1912, il bénit le nouveau petit séminaire. Le 26 juillet 1915, il doit quitter la capitale à cause des combats acharnés entre Italiens et Autrichiens et il n'y revient qu'en mars 1918.